# UC3 Nautilus
UC3 Nautilus — приватний підводний човен, спущений на воду 3 травня 2008 року в Копенгагені, Данія. Був збудований за 3 роки як художній (любительський) проект Пітера Мадсена і групи добровольців. Його вартість близько 200 000 дол. (1,5 мільйонів датських крон, DKK). 
Це третій підводний човен Пітера та найбільший приватний човен у світі. Його довжина 17,76 м, ширина 2 м, водотоннажність: надводна пуста 37 тонн, надводна повна 40 тонн, підводна 48 тонн.

## Спуск на воду
В день спуску на воду, підводний човен мав водозаміщення тільки 32 тонн і був ще не завершений. Це відбулося на урочистій церемонії на західній стороні Refshaleøen. Потім його відбуксирували баржею в Копенгаген, де відбулося подальше оснащення та монтаж обладнання протягом наступних декількох місяців. До серпня 2008 року, “Наутілус” вже міг плисти самостійно. У перший рейс підводний човен вийшов з екіпажем, майже всі члени котрого були з  дивізії підводних човнів Королівського Данського Військово-морського флоту.  Метою моряків була оцінка підводного човна і його маневреності. Вони схвально оцінили човен. У жовтні 2008 року Nautilus вперше занурився.

## Характеристики
“Наутілус” може бути з екіпажем до восьми осіб для роботи на поверхні і з чотирма коли під водою. Nautilus рухається із швидкістю  5,55  вузлів (10,4 км/год), в залежності від погоди і від того, де знаходиться — на поверхні або під водою. Човен має два 1500-літрових резервуарів, один з прісною водою, другий з паливом. Занурення й спливання може бути здійснено за допомогою електричного насоса, що є звичайною процедурою, або за допомогою стиснутого повітря, як запасного, якщо насос виходить з ладу. Основні баластні цистерни, у 8000 літрів, наповнюються і спустошуються із швидкістю до 400 літрів води за секунду.
“Наутілус” може йти на перископній глибині протягом 20 секунд. Човен має теоретичну глибину занурення в межах до 400—500 м, але, як запобіжний захід, підводний човен лише номінально пірнає до 100 м.
Nautilus не має торпедного апарата або будь-яких інших форм озброєння, але має 16 ілюмінаторів (8 з кожного борту, 2 з яких великих розмірів) для безпосереднього спостереження.
Перископ має 5 відеокамер, забезпечуючи 360 градусів панорамного огляду на відеоекранах в диспетчерській (під люком палуби).
Має два дизельних двигуна, один з яких для прямого руху. Інший обертає генератор і виробляє 3-фазний електричний струм, що забезпечує живлення для бортового оснащення і для заряжання електробатарей. Є більше тонни великих 12 вольтних батарей на борту (у кормі в моторному відсіку). Електричний двигун на валу гвинта — постійного струму, може працювати самостійно або в тандемі з головним дизелем, поєднаний з валом гвинта на ланцюговій передачі, для обертання 80-ти кілограмового, п'ятилопатевого латунного гвинта.
Навесні 2009 року був встановлений шноркель, тому підводний човен може плисти в підводному положенні на дизельній тязі. “Наутілусом” може керувати одна людина з диспетчерської. Всі органи управління й індикатори для плавучості, насосів, двигунів, тиску повітря, зв'язку, відео та інших електричних систем доступні з місця капітана. Проте, станом на липень 2010, екіпаж у машинному відсіку, як і раніше, необхідний, для виконання ручного перемикання запуску систем занурення/сплиття, правильно налаштувати клапани для витяжки через шноркель і управляти дизельними двигунами.
Човен може йти на власному дизельному двигуні до восьми хвилин під водою (без шноркеля), бо для дизельного двигуна, на відміну від електричного двигуна, потрібен постійний приплив повітря під час занурення. Тиск повітря в середині човна при цьому падає майже до того, що і на висоті 3000 метрів над рівнем моря, так як двигун використовує повітря з бойового відділення, якщо не використовується шноркель.

## Використання
Човен відвідує багато людей, в тому числі і різного роду організовані групи.
Човен брав участь у спробі запуску ракети і космічних апаратів HEAT1X-TYCHO Браге, побудованих в Данії некомерційною ракетною групою Copenhagen Suborbitals. У вівторок 31 серпня 2010 UC3 Наутілус буксирував стартову платформу від Копенгагена до місця запуску неподалік від Nexø, в Борнхольмі.
У січні 2011 Nautilus повернувся в Refshaleøen і був поставлений на березі для модернізації та капітального ремонту, як очікується це буде тривати кілька місяців.

## Кримінал
11 серпня 2017 року човен затонув у водах на південь від Копенгагена. Його капітан, Пітер Медсен був врятований ВМС Данії і благополучно доставлений на один з кораблів флоту. 
12 серпня стало відомо, що власника та винахідника човна Петера Медсена було заарештовано за підозрою у ненавмисному вбивстві шведської журналістки Кім Волл, що перебувала на борту у якості пасажирки.
13 серпня субмарина була піднята, однак тіла зниклої Кім Волл на ній виявлено не було.